# Santiago Tequixquiac
Santiago Tequixquiac är en ort i Mexiko.   Den ligger i kommunen Tequixquiac och delstaten Mexiko, i den sydöstra delen av landet, 80 km norr om huvudstaden Mexico City. Tequixquiac ligger 2 219 meter över havet och antalet invånare är 22 676.

## Geografi
Terrängen runt Tequixquiac är kuperad västerut, men österut är den platt. Tequixquiac ligger nere i en dal. Runt Tequixquiac är det ganska tätbefolkat, med 207 invånare per kvadratkilometer. Närmaste större samhälle är Teoloyucan, 18,5 km söder om Tequixquiac. Trakten runt Tequixquiac består till största delen av jordbruksmark.

## Galeri

## Demografi
| År   | Invånare |
| ---- | -------- |
| 2000 | 13.836   |
| 2010 | 22.676   |